# Pěšky krajem malíře Františka Mořice Nágla
Pěšky krajem malíře Františka Mořice Nágla je naučná stezka v okolí Kostelní Myslové v okrese Jihlava. Pojmenována je na počest místního rodáka, akademického malíře Františka Mořice Nágla, který zemřel za druhé světové války v koncentračním táboře Osvětim. Její celková délka je cca 3,5 km a na trase se nachází 6 zastavení.

## Vedení trasy
Naučná stezka začíná na návsi v Kostelní Myslové, odkud pokračuje po silnici směrem na Telč. Na okraji obce u křížků silnici opouští cestou vlevo a okolo Náglova rodného statku sleduje lesní cestu téměř podél Myslůvky, okolo Náglova rybníka, přes přilehlé mokřiny až k Nechvátalově mlýnu. U mlýna se napojuje na silničku, po které se stáčí doprava a vrací se zpět na silnici od Telče. V místě napojení na silnici se opět stáčí doprava a vrací se do Kostelní Myslové. Při silnici se nachází několik vyhlídek, mj. i Náglova vyhlídka (dále směrem na Telč).

## Zastavení
- Odpočívadlo na návsi v Kostelní Myslové
- U Náglova statku
- U rybníka
- Náglovy stráně
- U Nechvátalova mlýna
- Vyhlídka malíře F. M. Nágla